# 马玉夫
马玉夫，又名马禹夫。中国共产党早期政治人物，一度成为托派，后轉變投奔国民党。

## 生平
1926年4月起，先后任中共引翔港部委书记，浦东部委书记，南市部委书记等。国共合作失败后，任中共江苏省委候补委员、常委，中共闸北区委书记，上海总工会委员长，中共沪中区委委员等。1929年10月，因积极参加反对派活动，1929年10月16日，江苏省委决定开除彭述之、马玉夫、蔡振德等人的党籍，25日通过开除彭述之、汪泽楷、马玉夫、蔡振德的决议。
马玉夫后来积极参与中国托洛茨基主义组织的活动，发展托派在上海产业工人中的支部。由于马未获得参加托派大会代表资格，怀恨在心，向中国国民党当局告密，造成多名托派领导人被捕。马玉夫之前曾受陈独秀器重。马玉夫叛变后，陈独秀说，“我不识人，马玉夫是个工人，哪里想到他会如此下流”。
马玉夫最后被中共中央特科所杀。